# 42. Berlini Nemzetközi Filmfesztivál
A 42. Berlini Nemzetközi Filmfesztivál 1992. február 13. és 24. között került megrendezésre, a nyitófilm Andrej Koncsalovszkijtól A legbelsőbb körök volt. Az Arany Medve díjat Lawrence Kasdan filmje, a Grand Canyon - A város szíve nyerte. A fesztivál retrospektív programját a Babelsberg Studio filmjeinek szentelték.

## Zsűri
Az alábbi emberek voltak a fesztivál zsűrijének tagjai:
- Annie Girardot, francia színésznő - Zsűrielnök
- Charles Champlin, amerikai író és filmkritikus
- Sylvia Chang, tajvani színésznő és filmkészítő
- Enyedi Ildikó, magyar filmkészítő
- Irving N. Ivers, a 20th Century Fox kanadai vezetője
- Wolfgang Klaue, német archiváló, a FIAF korábbi elnöke
- Fernando Lara, spanyol filmkritikus és író
- Eldar Shengelaya, grúz filmkészítő
- Dahlia Shapira, izraeli filmforgalmazó
- Michael Verhoeven, német színész, filmkészítő és producer
- Susannah York, brit színésznő

## A fesztivál programja
Az alábbi filmek voltak versenyben az Arany Medve- és az Ezüst Medve-díjakért:
| Magyar cím                   | Eredeti cím                | Rendező                | Ország                                               |
| ---------------------------- | -------------------------- | ---------------------- | ---------------------------------------------------- |
| Rcheuli                      | Rcheuli                    | Mikheil Kalatozishvili | Oroszország                                          |
| Samostoyatelnaya zhizn       | Самостоятельная жизнь      | Vitali Kanevsky        | Oroszország                                          |
| Bugsy                        | Bugsy                      | Barry Levinson         | Amerikai Egyesült Államok                            |
| Cape Fear – A rettegés foka  | Cape Fear                  | Martin Scorsese        | Amerikai Egyesült Államok                            |
| Céline                       | Céline                     | Jean-Claude Brisseau   | Franciaország                                        |
| Ruan Ling Yu                 | 阮玲玉                     | Stanley Kwan           | Hongkong                                             |
| Meghalsz újra!               | Dead Again                 | Kenneth Branagh        | Amerikai Egyesült Államok                            |
| La frontera                  | La frontera                | Ricardo Larraín        | Spanyolország, Chile                                 |
| Férfi nélkül                 | Gas Food Lodging           | Allison Anders         | Amerikai Egyesült Államok                            |
| Grand Canyon - A város szíve | Grand Canyon               | Lawrence Kasdan        | Amerikai Egyesült Államok                            |
| Gudrun                       | Gudrun                     | Hans W. Geißendörfer   | Németország                                          |
| Il capitano                  | Il capitano                | Jan Troell             | Svédország, Finnország, Németország                  |
| Beskonechnost                | Beskonechnost              | Marlen Khutsiev        | Oroszország                                          |
| A legbelsőbb körök           | The Inner Circle           | Andrej Koncsalovszkij  | Olaszország, Amerikai Egyesült Államok, Ororszország |
| The Last Days of Chez Nous   | The Last Days of Chez Nous | Gillian Armstrong      | Ausztrália                                           |
| Könnyű altató                | Light Sleeper              | Paul Schrader          | Amerikai Egyesült Államok                            |
| A hosszú tél                 | El largo invierno          | Jaime Camino           | Spanyolország, Franciaország                         |
| Hikarigoke                   | ひかりごけ                 | Kei Kumai              | Japán                                                |
| Meztelen ebéd                | Naked Lunch                | David Cronenberg       | Kanada, Egyesült Királyság, Japán                    |
| Rien que des mensonges       | Rien que des mensonges     | Paule Muret            | Franciaország, Svájc                                 |
| Beltenebros                  | Beltenebros                | Pilar Miró             | Spanyolország, Hollandia                             |
| Der Brocken                  | Der Brocken                | Vadim Glowna           | Németország                                          |
| Édes Emma, drága Böbe        | Édes Emma, drága Böbe      | Szabó István           | Magyarország                                         |
| A tél meséje                 | Conte d'hiver              | Éric Rohmer            | Franciaország                                        |
| Minden reggel                | Tous les matins du monde   | Alain Corneau          | Franciaország                                        |
| Utz                          | Utz                        | George Sluizer         | Németország, Olaszország, Egyesült Királyság         |

## Győztesek
- Arany Medve: Grand Canyon - A város szíve (Lawrence Kasdan)
- Zsűri Nagydíja: Édes Emma, drága Böbe (Szabó István)
- Ezüst Medve díj a legjobb rendezőnek: Jan Troell (Il capitano)
- Ezüst Medve díj a legjobb színésznőnek: Maggie Cheung (Ruan Ling Yu)
- Ezüst Medve díj a legjobb színésznek: Armin Mueller-Stahl (Utz)
- Ezüst Medve díj egyedülálló teljesítményért: Ricardo Larraín (La frontera)
- Ezüst Medve díj a kiemelkedő művészi teljesítményért: Beltenebros
- Tiszteletbeli említés: Gudrun (Hans W. Geißendörfer)
- Alfred Bauer-díj: Beskonechnost (Marlen Khutsiev)
- Berlinale Kamera
  - Hal Roach
- FIPRESCI-díj
  - A tél meséje (Éric Rohmer)

## Fordítás
- Ez a szócikk részben vagy egészben  a(z)   42nd Berlin International Film Festival című angol Wikipédia-szócikk fordításán alapul.  Az eredeti cikk szerkesztőit annak laptörténete sorolja fel. Ez a jelzés csupán a megfogalmazás eredetét és a szerzői jogokat jelzi, nem szolgál a cikkben szereplő információk forrásmegjelöléseként.